# 门宦
门宦，是中国伊斯兰教特有的制度。是指苏菲派的教门，在中国西北地区最多，中国苏菲派有四派，最有名是虎夫耶（老教）与哲合忍耶（新教）。他们有道统继承制，掌教人地位与上师一样。

## 词源
门宦最早由楊增新提出，指门戶与官宦。